# Code postal au Luxembourg

Carte des codes postaux par bureau de distribution.

Au Luxembourg, le code postal est constitué de quatre chiffres, attribués en fonction de la commune, de la rue et des numéros pairs et impairs de la rue.

## Histoire
Le système de code postal a été introduit au Luxembourg en 1980.

## Fonctionnement
Le premier chiffre se réfère à, une région géographique, indépendamment du découpage administratif, et plus globalement les deux premiers chiffres désignent un bureau de distribution, :
- Les codes de 0100 à 0999 sont réservés aux consignes automatiques de colis PackUp de POST Luxembourg, le chiffre suivant reprenant le secteur géographique d'un code classique ;
- Les codes de 1000 à 2999 sont utilisés dans la ville de Luxembourg ;
- Les codes de 3000 à 3999 sont utilisés dans le sud du pays ;
- Les codes de 4000 à 4999 sont utilisés dans le sud-ouest du pays ;
- Les codes de 5000 à 5999 sont utilisés dans le sud-est du pays ;
- Les codes de 6000 à 6999 sont utilisés dans l'est du pays ;
- Les codes de 7000 à 7999 sont utilisés dans le centre du pays ;
- Les codes de 8000 à 8999 sont utilisés dans l'ouest du pays ;
- Les codes de 9000 à 9999 sont utilisés dans le nord du pays.

Les codes commençant par 30, 31, 50, 51, 60, 70, 71, 78, 79 et 89 ne sont pas utilisés. Certains codes sont également attribués à des entreprises.
Au sein d'une même localité, deux rues peuvent ne pas avoir le même code voire entre le côté pair et le côté impair ; en voici quelques exemples :
- à Belvaux, la rue Lise Meitner a le code 4453 et la rue de la poste le code 4477 ;
- à Luxembourg, les numéros pairs de la rue de Beggen ont le code 1220 et les numéros impairs le code 1221.

Certaines entreprises comme ArcelorMittal et SES, POST Luxembourg ainsi les ministères ou l'administration communale de la ville de Luxembourg ont leurs propres codes.
POST Luxembourg privilégie l'utilisation systématique du préfixe "L" devant le code, soit "L-1234" plutôt que "1234" bien que les deux format soient valides.